# Chablis (vinho)

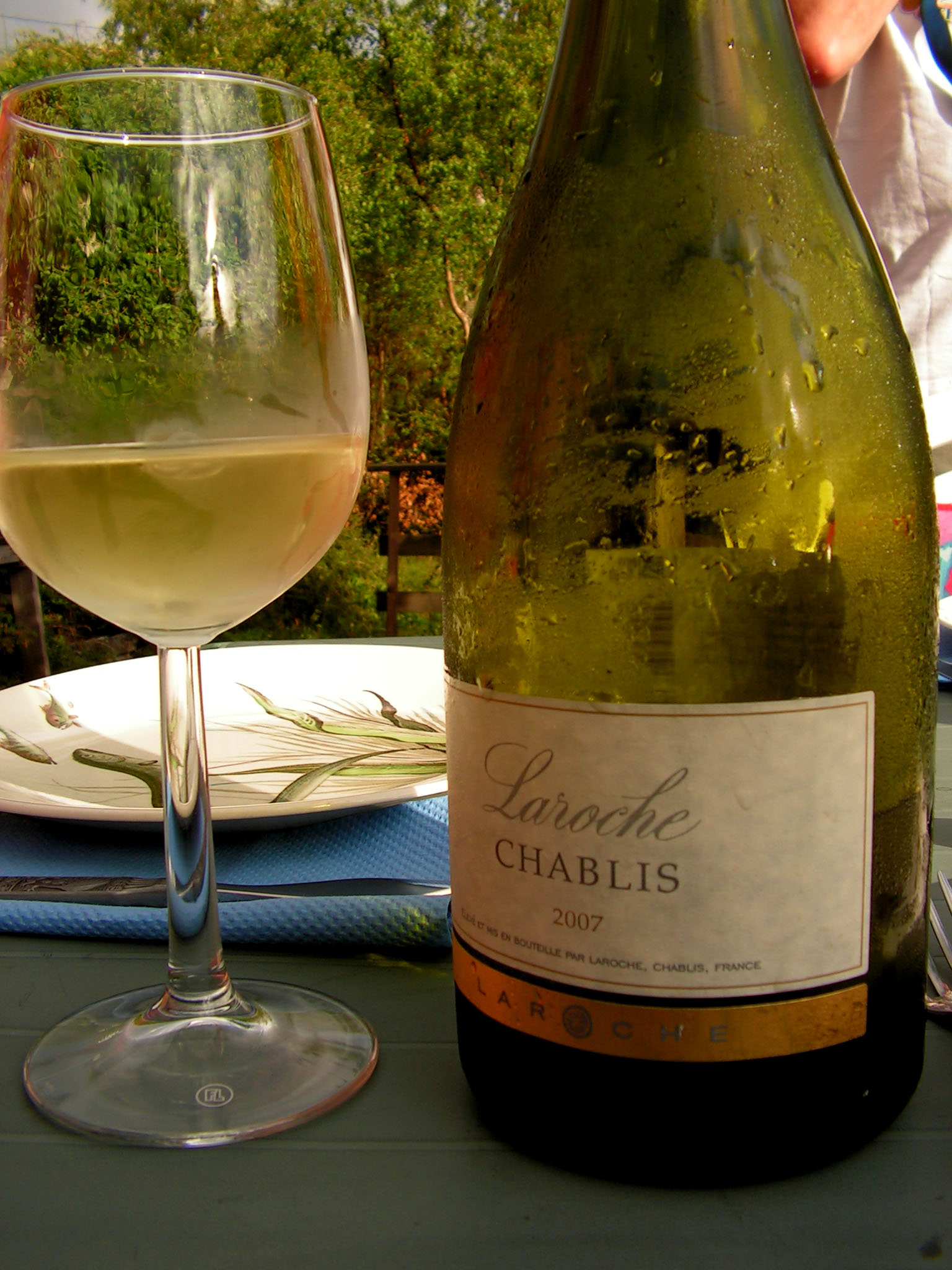
Uma taça e uma garrafa contendo o vinho Chablis.

A região de Chablis é a região mais ao norte da do distrito Vinícula de Borgonha, na França. As videiras em torno da comuna de Chablis são praticamente todas Chardonnay, utilizadas para fabricar um vinho branco seco renomado devido a pureza de seu aroma e gosto.